# La morte e il taglialegna
La morte ed il taglialegna è un dipinto (77x100 cm) realizzato nel 1859 dal pittore Jean-François Millet. È conservato nel Ny Carlsberg Glyptotek di Copenaghen.
Il tema del quadro è ripreso da una nota favola dello scrittore francese del XVII secolo La Fontaine.